# العلاقات الأوزبكستانية الهندية
العلاقات الأوزبكستانية الهندية هي العلاقات الثنائية التي تجمع بين أوزبكستان والهند.

## مقارنة بين البلدين
هذه مقارنة عامة ومرجعية للدولتين:
| وجه المقارنة                                              | أوزبكستان       | الهند                       |
| --------------------------------------------------------- | --------------- | --------------------------- |
| المساحة (كم2)                                             | 448.98 ألف      | 3.29 مليون                  |
| عدد السكان (نسمة)                                         | 32.39 مليون     | 1.35 مليار                  |
| الكثافة السكانية (ن./كم²)                                 | 72.14           | 410.33                      |
| العاصمة                                                   | طشقند           | نيودلهي                     |
| اللغة الرسمية                                             | اللغة الأوزبكية | اللغة الهندية، لغة إنجليزية |
| العملة                                                    | سوم أوزبكستاني  | روبية هندية                 |
| الناتج المحلي الإجمالي (بليون دولار)                      | 48.72 مليار     | 2.60 تريليون                |
| الناتج المحلي الإجمالي (تعادل القوة الشرائية) بليون دولار | 190.50 مليار    | 8.00 تريليون                |
| الناتج المحلي الإجمالي الاسمي للفرد دولار أمريكي          | 2.13 ألف        | 1.60 ألف                    |
| الناتج المحلي الإجمالي للفرد دولار أمريكي                 | 5.57 ألف        | 5.70 ألف                    |
| مؤشر التنمية البشرية                                      | 0.675           | 0.609                       |
| رمز المكالمات الدولي                                      | +998            | +91                         |
| رمز الإنترنت                                              | .uz             | .in، .भारत ‏، .بھارت ‏،        |
| المنطقة الزمنية                                           | ت ع م+05:00     | ت ع م+05:30، توقيت الهند    |

## مدن متوأمة
في ما يلي قائمة باتفاقيات التوأمة بين مدن أوزبكستانية وهندية:
- ترتبط سمرقند مع نيودلهي باتفاقية توأمة منذ 4 أغسطس 1986.
- ترتبط طشقند مع باتيالا باتفاقية توأمة منذ 30 أبريل 1993.

## منظمات دولية مشتركة
يشترك البلدان في عضوية مجموعة من المنظمات الدولية، منها:
| علم المنظمة | اسم المنظمة                        | تاريخ انضمام أوزبكستان | تاريخ انضمام الهند |
| ----------- | ---------------------------------- | ---------------------- | ------------------ |
|             | يونسكو                             | 26 أكتوبر 1993         | 4 نوفمبر 1946      |
|             | الفريق المعني برصد الأرض           | ?                      | ?                  |
|             | منظمة شانغهاي للتعاون              | 15 يونيو 2001          | ?                  |
|             | مؤسسة التمويل الدولية              | 30 سبتمبر 1993         | 20 يوليو 1956      |
|             | بنك التنمية الآسيوي                | 1995                   | 1966               |
|             | منظمة حظر الأسلحة الكيميائية       | ?                      | ?                  |
|             | مؤسسة التنمية الدولية              | 24 سبتمبر 1992         | 24 سبتمبر 1960     |
|             | وكالة ضمان الاستثمار متعدد الأطراف | 4 نوفمبر 1993          | 6 يناير 1994       |
|             | الاتحاد البريدي العالمي            | ?                      | ?                  |
|             | الاتحاد الدولي للاتصالات           | 10 يوليو 1992          | 1869               |
|             | منظمة الشرطة الجنائية الدولية      | ?                      | ?                  |
|             | الأمم المتحدة                      | 2 مارس 1992            | 30 أكتوبر 1945     |
|             | البنك الدولي للإنشاء والتعمير      | 21 سبتمبر 1992         | 27 ديسمبر 1945     |

## وصلات خارجية
- موقع وزارة الخارجية الأوزبكستانية
- موقع وزارة الخارجية الهندية